# Titularbistum Vaison
Vaison ist ein Titularbistum der römisch-katholischen Kirche.
Es geht zurück auf einen Bischofssitz in der Stadt Vaison-la-Romaine, die sich in der französischen Region Provence-Alpes-Côte d’Azur befindet. Das Bistum Vaison war dem Erzbistum Avignon als Suffraganbistum unterstellt.
Am 9. Februar 2009 wurde Vaison durch Papst Benedikt XVI. als Titularsitz wiedererrichtet und am 14. Dezember 2018 durch Papst Franziskus erstmals vergeben.
| Titularbischöfe von Vaison |                |                                              |                   |                   |
| Nr.                        | Name           | Amt                                          | von               | bis               |
| 1                          | Bruno Valentin | Weihbischof in Versailles (Frankreich)       | 14. Dezember 2018 | 15. Juli 2022     |
| 2                          | Ivan Brient    | ernannter Weihbischof in Rennes (Frankreich) | 7. Oktober 2022   | 16. November 2022 |
| 3                          | Jean Bondu     | Weihbischof in Rennes (Frankreich)           | 30. November 2022 |                   |